# Haxhi Qamili

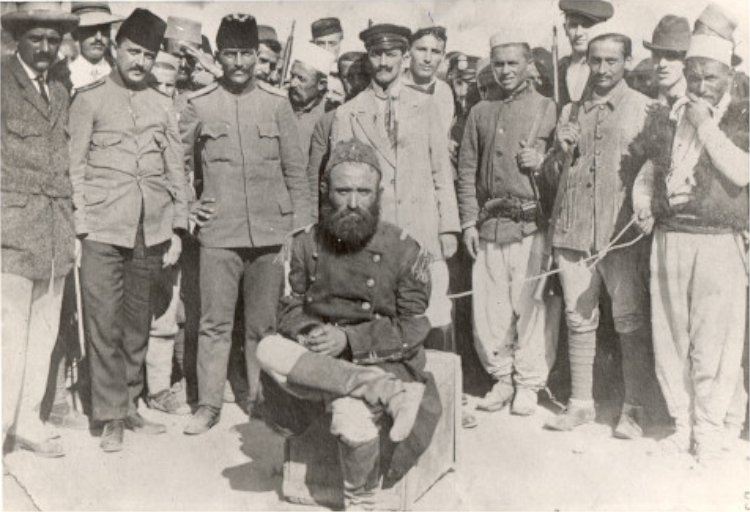
Haxhi Qamili (sitzend) im Juli 1915 in Durrës

Haxhi Qamili (* 1876 als Qamil Zyber Xhameta im Dorf Sharra bei Tirana; † im Juni 1915 in Durrës) war Führer der egalitären und antifeudalen Bewegung in Albanien 1914–1915. Er ist im albanischen Volk unter seinem religiösen Titel Haxhi bekannt und führte den Mittelalbanischen Aufstand islamischer Bauern von 1914 an.

## Leben
Qamili entstammte einfachen Verhältnissen und wurde im Ort Sharra nahe der albanischen Hauptstadt Tirana geboren. Er wurde zum Scheich einer Tekke, die zur Melami-Tariqa gehörte.

Im Mai 1914 entstand in den Bezirken um Tirana und Shijak eine von den Jungtürken beeinflusste Bewegung der ärmeren Landbevölkerung gegen die autoritär-monarchistische Herrschaft von Fürst Wilhelm von Albanien, dem von den ausländischen Westmächten gestützten christlichen Herrschers des Fürstentum Albanien. Nach dem Oktober dieses Jahres nahmen die führenden Intellektuellen der Bewegung ein politisches und wirtschaftliches Programm auf, als der Fürst wegen der Aufstände aus dem Land floh und der Moslem Essad Pascha Toptani, ein Unterstützer der Feudalherren, die Macht übernahm. Qamili wurde einer der führenden Persönlichkeiten der erneuten Rebellion und wurde von den Aufständischen zum Oberkommandierenden ernannt. Im Januar 1915 ließ Qamili zusammen mit anderen Rebellenführern den Nationalkongress in Tirana zusammentreffen und erklärte im Namen des gesamten albanischen Volkes die Unrechtmäßigkeit der in Durrës basierenden Regierung Essads, und bestätigte zugleich die Neutralität Albaniens im Ersten Weltkrieg.

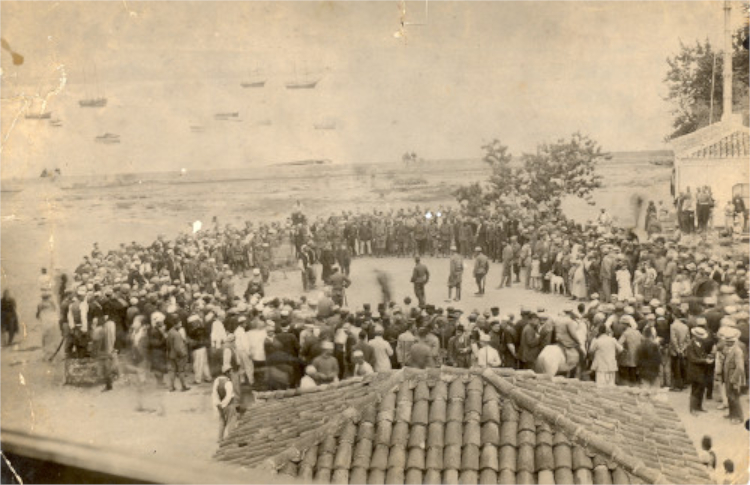
Hinrichtung von Haxhi Qamili

Im Bemühen, der Regierung Essads beizustehen und die eigenen territorialen Ziele voranzubringen, leitete das Königreich Serbien am 2. Juni 1915 einen Eroberungsfeldzug in Zentralalbanien ein, traf jedoch schnell auf harten Widerstand von Qamili in Qukës, wo die Rebellen allerdings in der Unterzahl und zu leicht bewaffnet waren. Schließlich wurden sie von den Serben geschlagen. Durch diese Intervention wurde die „Rebellion mit vagen, unerreichten politischen Zielen, die nichtsdestotrotz eine populäre und soziale Basis haben“, niedergeschlagen. Die serbischen Soldaten nahmen Qamili und andere Rebellenführer fest und sandten sie in Gefängnisse nach Durrës, wo sie vor einem Gericht unter der Leitung von Xhelal Bey Zogu zum Tod durch Hängen verurteilt wurden.

## Rezeption
Enver Hoxha bemerkte, dass die Bauernbewegung unter Qamilis Leitung hauptsächlich eine Bewegung der Armen vom Land war, die auf die traditionellen Regierungsformen wie Dorfräte vertrauten, um einen Kampf gegen die feudalen Interessen zu organisieren und zu leiten. Qamili predigte, dass alles Vermögen entsprechend den persönlichen Bedürfnissen den Verarmten gegeben werden sollte, hierbei wurde der Koran zitiert und die Meinung des Melami-Ordens wiedergegeben, die gegen das Konzept des Privateigentums war. Die bäuerlichen Rebellen konfiszierten unter Qamils Kommando die Immobilien großer Landbesitzer, setzten die Häuser der beys im Flammen und boten den Armen, Gebrechlichen und Waisen Unterstützung. Die Rebellion hatte schnellen Erfolg und beschränkte Essads Regierung auf Durrës.
Hoxha fasste Qamilis Bewegung als „gegen die Feudalherren, Paschas, Beys und Aghas, Landbesitzer und Privilegierten im Allgemeinen“ zusammen. Seit er diesen Aufstand als sozialrevolutionär deklariert hatte, waren andere Einschätzungen, wie etwa die Kennzeichnung als pro-osmanisch-islamische Revolte gegen Albaniens Unabhängigkeit, unter der kommunistischen Herrschaft nicht mehr möglich.

## Bibliografie
- Robert Elsie: A Dictionary of Albanian Religion, Mythology, and Folk Culture. I.B. Taurus & Co Ltd, London 2001.
- Kristo Frashëri: The History of Albania: A Brief Survey. Tirana 1964.
- Enver Hoxha: Vepra. 23. Auflage. Shtëpia Botuese „8 Nëntori“, Tirana 1977.
- Hasan Kaleshi: Haxhi Qamili, in: Biographisches Lexikon zur Geschichte Südosteuropas. Bd. 2. München 1976, S. 131–133
- Owen Pearson: Albania and King Zog: Independence, Republic And Monarchy 1908–1939. In: Albania in the Twentieth Century, a History. Band I. I.B.Tauris, London 2004, ISBN 1-84511-013-7.
- Stefanaq Pollo, Arben Puto: The History of Albania: From its Origins to the Present Day. Routledge & Kegan Paul Ltd, London 1981.